# União Congregacional Guiana
A União Congregacional Guiana (em inglês: Guyana Congregational Union – GCU) é uma denominação protestante, de tradição reformada e orientação congregacional, presente na Guiana. A igreja é uma das mais antigas do país, tendo origem no trabalho missionário britânico iniciado em 1808 pela Sociedade Missionária de Londres.

## História
A presença congregacionalista na Guiana começou em 1808, quando missionários da Sociedade Missionária de Londres chegaram ao país, então conhecido como Guiana Britânica, com o objetivo de evangelizar os escravizados africanos recém-trazidos ao território. O primeiro missionário, John Wray, iniciou seu trabalho em Berbice, promovendo não apenas a pregação do evangelho, mas também a alfabetização e a educação entre os afro-guyaneses.
A igreja teve papel essencial na formação de comunidades afro-guianesas após a abolição da escravidão. Congregações locais ajudaram na estruturação de vilarejos independentes e no fortalecimento da identidade cultural e espiritual dos ex-escravizados.
Em 1961, a igreja foi oficialmente incorporada ao ordenamento jurídico guianense por meio do Bible Protestant Congregational Church of British Guiana Incorporation Act, reconhecendo sua importância histórica e social.
A GCU se tornou uma igreja autônoma após o fim da colonização britânica, mantendo, no entanto, laços fraternos com suas origens missionárias. Desde então, tem buscado se adaptar às realidades locais, promovendo ações sociais, educação e engajamento comunitário.
Em 2004, a denominação tinha 2.452 membros, em 40 igrejas.

## Doutrina e organização
A União adota a teologia reformada, centrada na autoridade das Escrituras, na soberania de Deus e na salvação pela graça mediante a fé. A forma de governo é congregacional, o que significa que cada igreja local possui autonomia administrativa, embora coopere com outras igrejas por meio da União nacional.
A GCU tem incentivado a formação de liderança local e mantém programas para jovens, mulheres e líderes comunitários. Está comprometida com a promoção da justiça social e da dignidade humana.

## Relações intereclesiásticas
A GCU é membro da Comunhão Mundial das Igrejas Reformadas, Fraternidade Congregacional Internacional e do Conselho para Missão Mundial, sucessor da Sociedade Missionária de Londres. Essas afiliações proporcionam apoio teológico, missional e educacional à igreja.